# Alberto Quintano
Alberto Quintano (* 26. April 1946 in Santiago de Chile) ist ein ehemaliger chilenischer Fußballspieler auf der Position des Innenverteidigers.

## Karriere
Quintano begann seine Profikarriere 1963 bei seinem Heimatverein Universidad de Chile, mit dem er in den Spielzeiten 1965, 1967 und 1969 insgesamt dreimal die chilenische Meisterschaft gewann.
Im Sommer 1971 wechselte Quintano nach Mexiko, wo er bis zum Jahresende 1976 bei Cruz Azul unter Vertrag stand und zwischen 1972 und 1974 dreimal in Folge den mexikanischen Meistertitel gewann.
Anfang 1977 kehrte er in seine Heimat zurück und spielte bis Ende 1980 erneut für Universidad de Chile sowie anschließend für jeweils eine Saison bei Universidad Católica und Magallanes, wo er seine aktive Karriere 1982 beendete.
Zwischen 1967 und 1979 bestritt Quintano insgesamt 50 Einsätze für die chilenische Nationalmannschaft. Höhepunkt seiner Länderspielkarriere war die Teilnahme an der Fußball-Weltmeisterschaft 1974, bei der er alle drei Spiele der chilenischen Auswahl (0:1 gegen die BRD, 1:1 gegen die DDR und 0:0 gegen Australien) bestritt.
Nach seiner aktiven Laufbahn war er lange Zeit als Trainer in Mexiko und in seinem Heimatland aktiv. Seit Juni 2009 übt er den Posten des Sportdirektors bei seinem Exverein Cruz Azul aus.

## Erfolge
- Chilenischer Meister: 1965, 1967, 1969
- Mexikanischer Meister: 1971/72, 1972/73, 1973/74
- Mexikanischer Supercup: 1974
- Chilenischer Pokalsieger: 1979